# Krátošice
Krátošice là một làng thuộc huyện Tábor, vùng Jihočeský, Cộng hòa Séc.